# Velikomijáilivka
Valikomijáilivka (en ucraniano: Великомихайлівка) es un pueblo ucraniano perteneciente al óblast de Dnipropetrovsk. Situado en el este del país, es parte del raión de Sinélnikove y centro del municipio (hromada) homónimo.

## Toponimia
El nombre del asentamiento en ruso es Velikomijáilovka (en ruso: Великомихайловка).  

## Geografía
Velikomijáilivka se encuentra a orillas del río Vovcha, 25 km al este de Pokrovske. 

## Historia
Los túmulos funerarios ubicados al sur y al norte de Velikomijáilivka dan testimonio del asentamiento de esta zona durante la Edad de Bronce.
Durante la época del Nuevo Sich (1734-1776), el pueblo fue utilizado como cuartel de invierno por los cosacos de Zaporiyia. En 1776, el gobernador de Azov, Vasili Chertkov, lo sustituyó por el asentamiento militar estatal de Mijáilivka. 
En 1913, contaba con 1059 hogares, cinco escuelas, un hospital médico y veterinario, una oficina de correos, una fábrica de ladrillos y tejas, tres molinos de vapor, dos molinos de aceite de vapor, un almacén para aperos agrícolas y una central telefónica. En 1918, Velikomijáilivka fue escenario de la batalla de Dibrivka, durante la cual las fuerzas del Ejército Negro lideradas por Néstor Majnó y Fedir Shchus derrotaron al ejército austrohúngaro.
Durante la Segunda Guerra Mundial, Velikomijáilivka estuvo ocupada por la Alemania nazi durante casi dos años. 
Tras el comienzo de la invasión rusa de Ucrania, Velikomijáilivka fue bombardeada en diversas ocasiones en agosto de 2022.

## Demografía
La evolución de la población de Velikomijáilivka entre 1859 y 2001 fue la siguiente:
| 3828                                                          | 1963 |
| (Fuente: Cities & Towns of Ukraine y UKRAINE: Größere Städte) |      |

Según el censo de 2001, la lengua materna de la mayoría de los habitantes, el 95,01%, es el ucraniano; y del 4,53%, el ruso.